# Jitrocel vejčitý

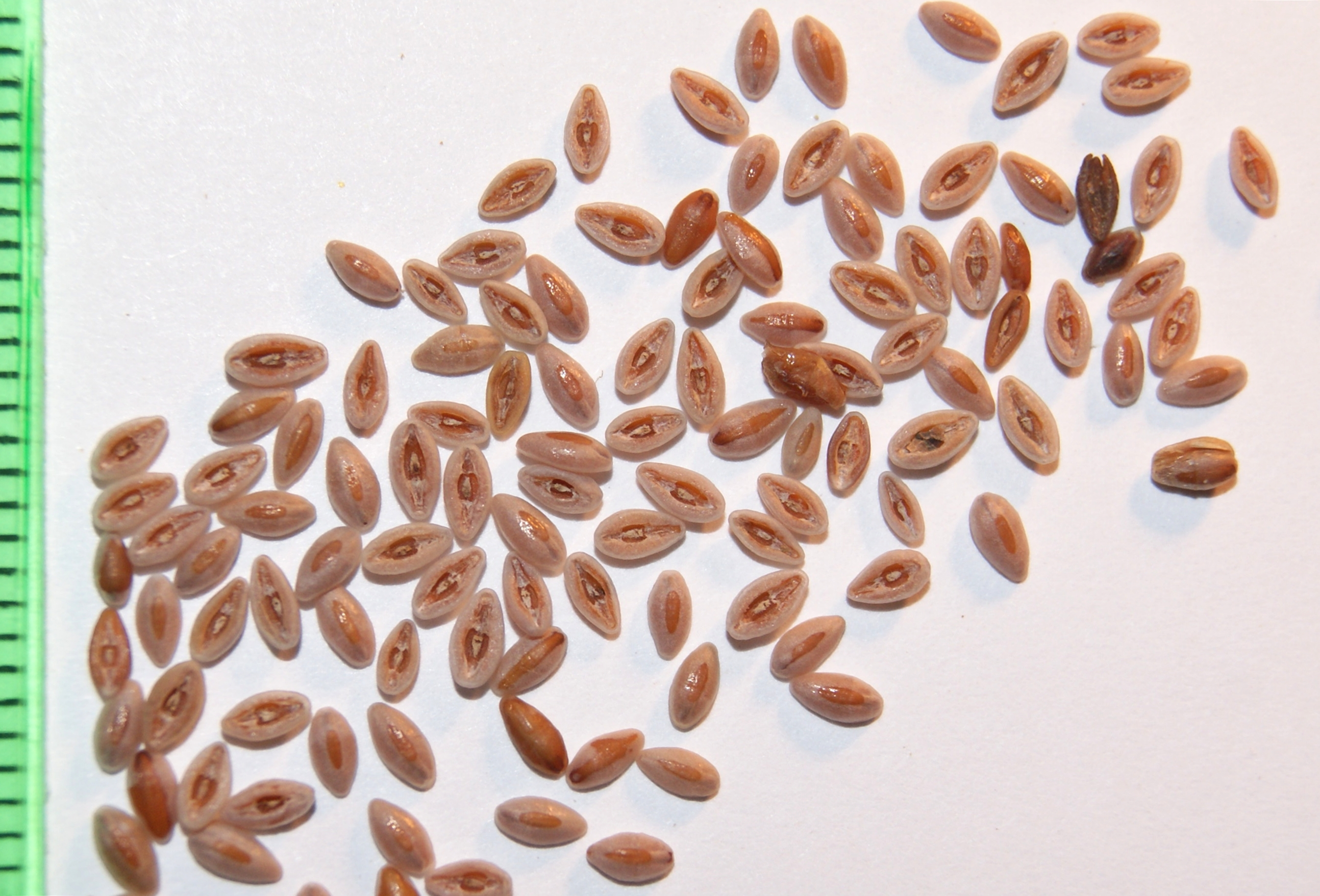
Semena jitrocele vejčitého

Jitrocel vejčitý (Plantago ovata) je jednoletá rostlina, druh rodu jitrocel. Je jedním z mála jitrocelů, který nepovažujeme za plevel, nýbrž za léčivku, a je pěstován pro léčivé účinky semen. V České republice neroste, jeho domovem jsou jihoevropské oblasti okolo Středozemního moře, severní Afrika, Arabský poloostrov, Írán, Pákistán a Indie. Zavlečen byl do jihovýchodní Číny i do Ameriky.

## Ekologie
Roste nejčastěji na suchých písčitých nebo jílovitých půdách s dostatkem živin a hlavně dusíku, nejlépe mu vyhovují místa s často narušovaným travnatým drnem. Nesnáší zastínění a půdy špatně odvodněné, nevadí mu při vzcházení chlad a později sucho a teplo. Jeho vzhled, velikost i množství semen je ovlivněno množstvím dešťových srážek. Před sklizní semen je nutné slunné a suché počasí.

## Popis
Jednoletá nebo někdy krátce vytrvalá bylina dorůstající nejvýše do 15 cm. Má velmi krátký stonek s internodiemi mezi listy dlouhými jen několik milimetrů. Listy s řapíky 2 až 5 cm dlouhými vyrůstají ve spirále a vytvářejí zdánlivou listovou růžici, jsou jemné, čárkovité až kopinaté, 3 až 10 cm dlouhé a 2 až 6 mm široké. Na bázi přecházejí v řapík, vrchol mají ostře hrotitý, po obvodě jsou celokrajné nebo rozptýleně zubaté, mají tři podélné žilky a jsou hustě chlupaté.
Stvoly bývají kratší než listy, jsou lysé a v horní části mají hustá koncová klasnatá květenství která bývají vejčitého nebo krátce válcovitého tvaru a po odkvětu se prodlužují. Jsou složená z drobných čtyřčetných květů s brvitými vejčitými listeny. Nestejné eliptické nebo obvejčité kališní lístky jsou volné, obvykle lysé a bývají až 2,5 mm dlouhé. Okrouhlé laločnaté korunní lístky jsou bílé, lysé a vytvářejí trubku o délce až 3,5 mm. K vrcholu korunní trubky přirostly čtyři tyčinky nesoucí z květu čnící žlutavě hnědé prašníky.
Plody jsou 4 až 5 mm dlouhé tobolky s víčky otevírající se poblíž středu. Obsahují po dvou žlutohnědých semenech která jsou elipsoidní až vejčitá, 2,5 až 3 mm dlouhá a mají uprostřed podélnou rýhu.

## Pěstování
Jitrocel vejčitý se rozmnožuje výhradně generativně semeny, pro která se i pěstuje. Semena se vysévají, obvykle v listopadu a prosinci, kdy je dostatek vláhy, na pole do řádků širokých asi 20 cm. Vyklíčí asi za týden a v té době potřebují v půdě hodně vlhkosti, která se případně dodává závlahou. Pro získání větší úrody semen se rostliny přihnojují dusíkem a fosforem.
Rostliny rozkvétají asi do 60 dnů po vysetí, plody jsou zralé přibližně za 120 dnů. Po dozrání semen zhnědnou stvoly a rostliny se sklidí do pytlů a následně vymlátí a dále upravují. Z jednoho hektaru lze získat až tunu semen.

## Význam
Tento druh jitrocele se pro farmakologické účinky semen pěstuje na plantážích, např. v Indii, Brazílií, na Blízkém východě i na severu Afriky. Hlavní léčebnou látkou je rozpustná vláknina ve formě bezbarvého slizu, který po zvlhnutí bobtná. Získává se z osemení, které se ze suchých semen sdírá a mele na prášek, osemení tvoří asi čtvrtinu objemu semene. Je schopno absorbovat vodu a tím asi desetinásobně zvětšit svůj objem, nejčastěji se používá jako šetrné projímadlo.
Po požití vstřebá v gastrointestinálním traktu vodu, tím se zvýší objem stolice a podpoří peristaltika střev. Používá se také k léčbě následků úplavice, nemocí urogenitálního traktu a dehydratace způsobené akutními průjmovými onemocněními, pomáhá proti vzniku hemoroidů, vychlípeninám a rakovině tlustého střeva. Protože i semena v kontaktu s vodou zvětšují svůj objem, slouží při redukční dietě k omezení chuti k jídlu, po požití vytvářejí v žaludku pocit „plnosti“. Pomáhá také snižovat hladinu cholesterolu.
Osemení jitrocele vejčitého (uváděného někdy jako jitrocel indický) obsahují mnohé přírodní léčebné produkty, např. Psyllium. Vláknina získaná z osemení se používá také v potravinářství jako zahušťovadla nebo stabilizátory. Oloupaná semena, obsahující mj. olej, jsou vhodná i jako krmivo pro ptáky a zvířata.

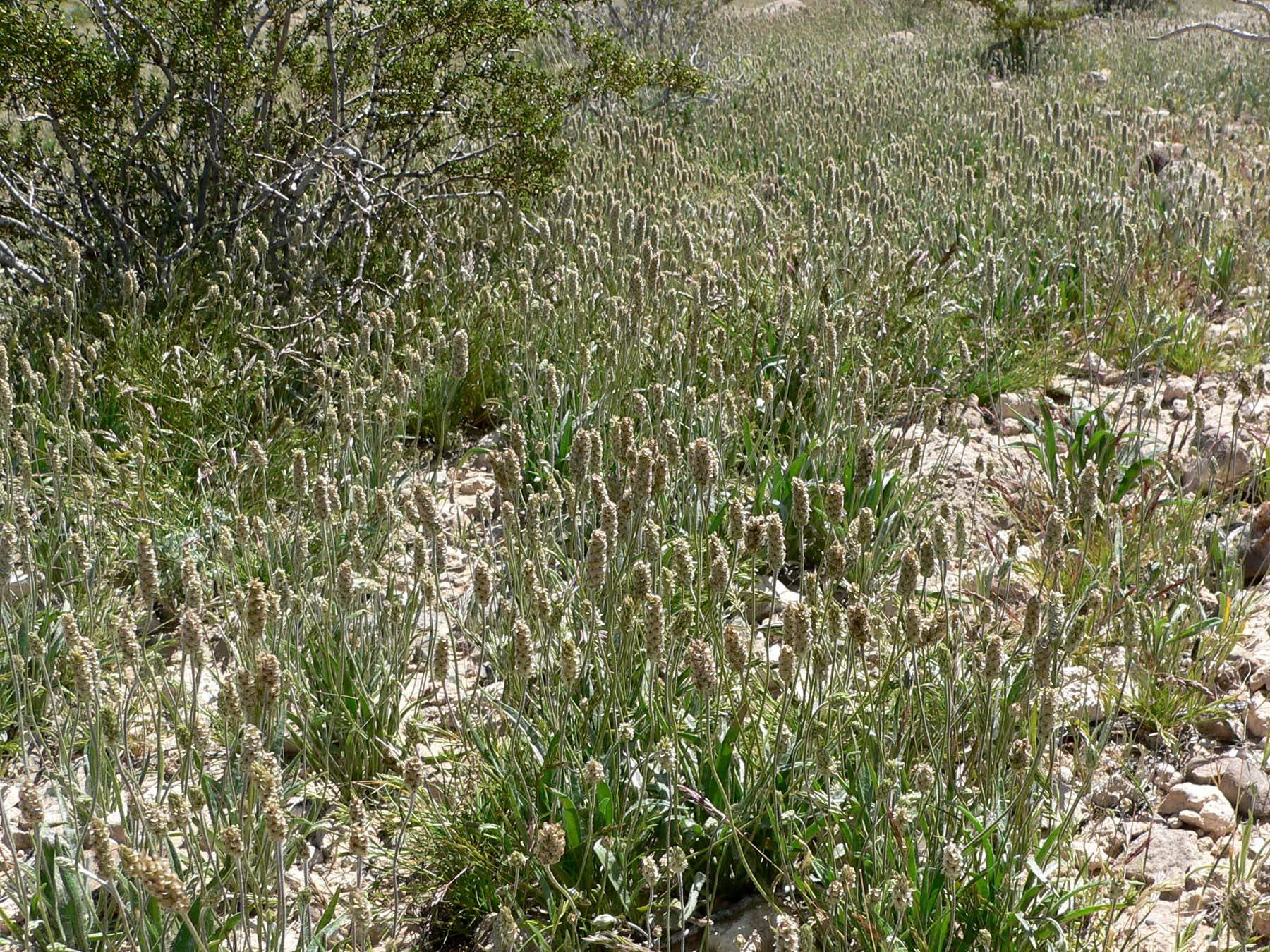
Kvetoucí porost na plantáži
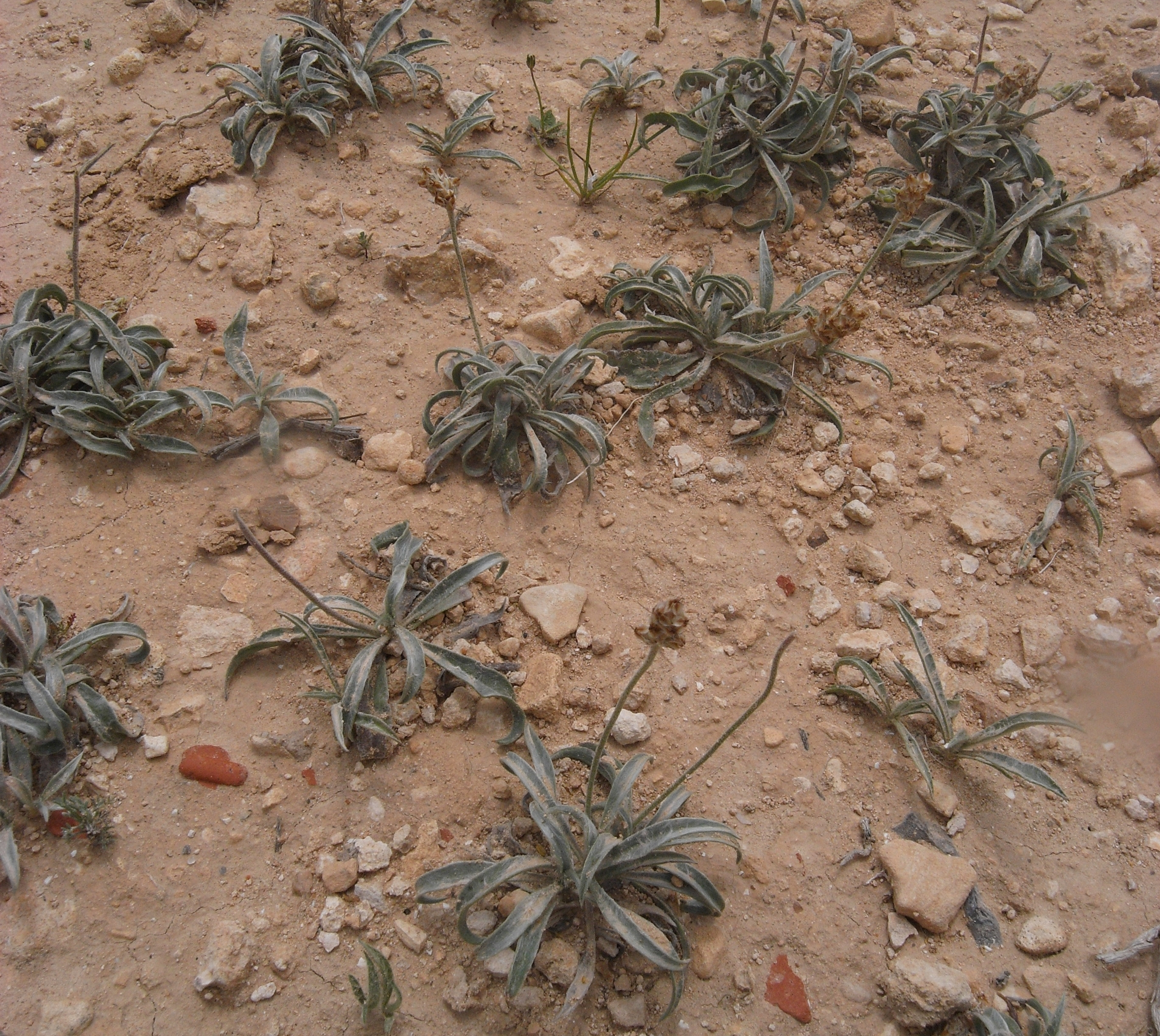
Odkvetlý porost v přírodním prostředí
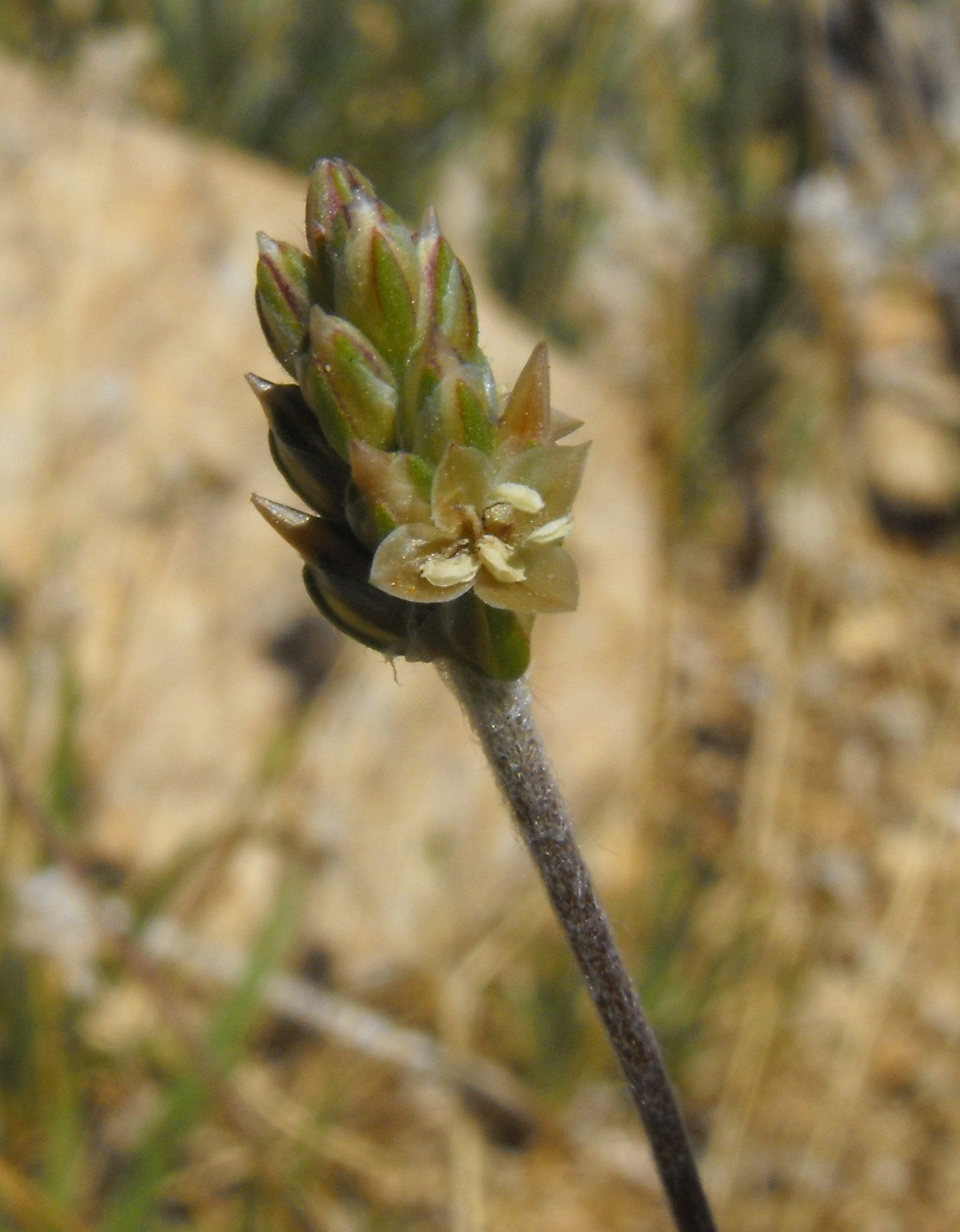
Klas před kvetením
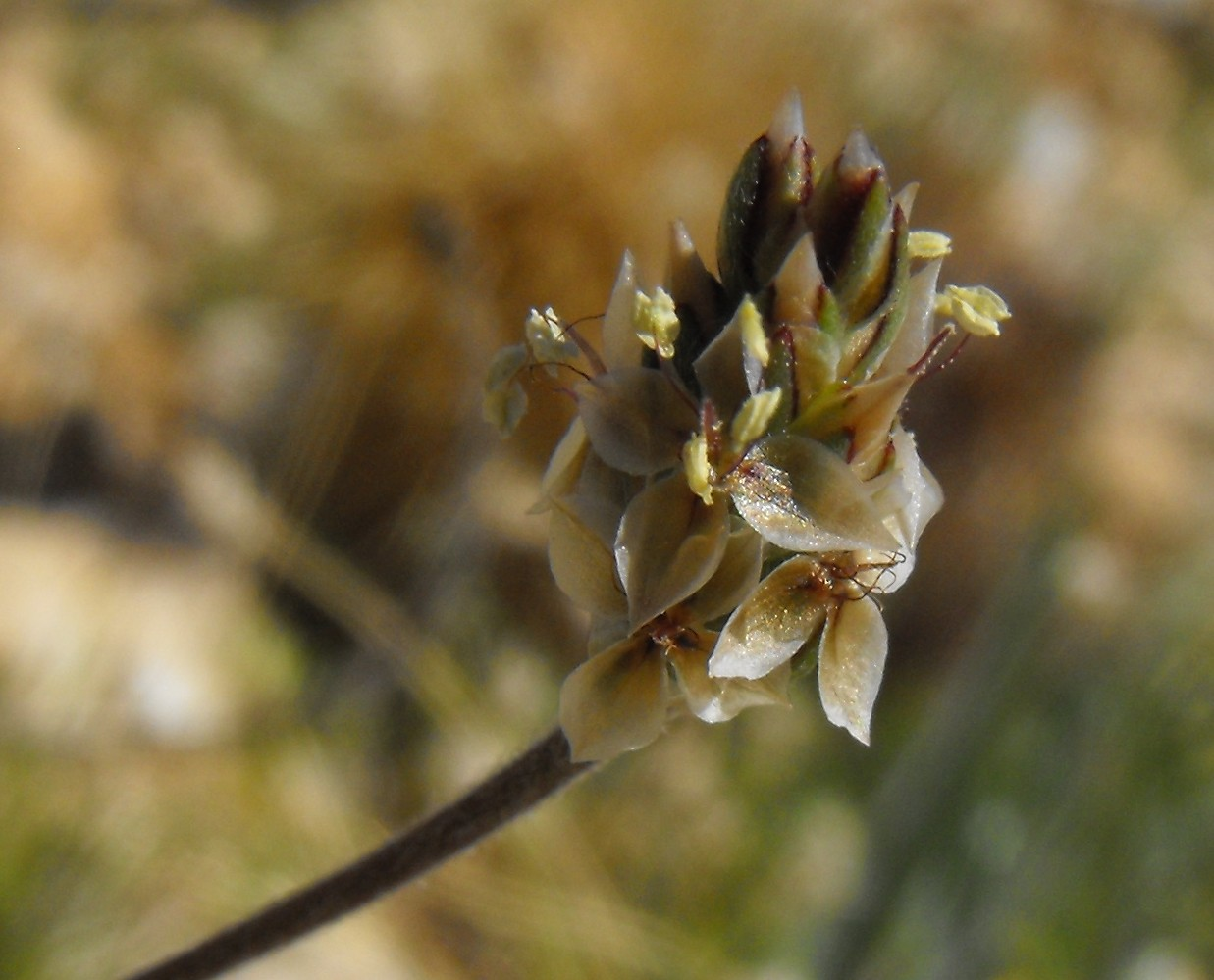
Kvetoucí klas